# Maqbara
La maqbara o makbara (en plural maqâbir o makabir) és un cementiri o necròpoli musulmana. Es tracta d'una paraula àrab composta de l'arrel qbr, que significa enterrar, i precedida del prefix m-, que en la llengua àrab permet construir substantius que indiquen el lloc, per la qual cosa el seu significat és lloc d'enterrament.  A Àsia empren la denominació per a designar també tombes i mausoleus monumentals, com ara la Bibi Ca Maqbara.
En la Hispània musulmana es trobaven a extramurs de la muralla, als afores de la població o prop de camins d'accés a algun dels portals. Els califes, en canvi, tenien el privilegi de rebre soterrament en petits rawdas dins de la medina, com ara membres de la família reial o alts mandataris. Les makabir s'estenen en llocs oberts, sense murs de protecció ni encerclats i sense seguir planta homogènia. Totes les makabir comptaven amb el cadi (qâdî) i el mostassà (al-muhtasib), persones que se'n encarregaven de la vigilància i manteniment.
Als Països Catalans s'han trobat diverses necròpolis islàmiques en jaciments arqueològics que testimonien la presència andalusina al territori. A Catalunya, destaca especialment la del Pla d'Almatà a Balaguer, associada a l'antiga madina i considerada una de les més importants del país. A les Terres de l'Ebre, especialment a les comarques del Priorat i el Camp de Tarragona, es documenten nombroses tombes aïllades i petites necròpolis rurals associades a alqueries i husun (petites fortificacions de vigilància). Destaquen les troballes al voltant de Siurana, l'últim enclavament andalusí a Catalunya, que evidencien una xarxa de poblament dispers amb els seus respectius espais funeraris.
Al País Valencià, una de les més conegudes i estudiades és la maqbara de Manises (Horta Sud), que ha aportat valuosa informació sobre la vida de la comunitat islàmica local, ja que va estar activa fins a l'expulsió dels moriscos del Regne de València en 1609. Recentment, a finals del 2024, es va trobar una altra necròpolis musulmana al Toro (Alt Palància). Pel que fa a les Illes Balears, és rellevant el cementiri del jaciment d'Almallutx, a la Serra de Tramuntana de Mallorca, vinculat a l'últim reducte de la resistència musulmana durant la conquesta catalana de Mayurqa.
De vegades, a més a més, els andalusins reutilitzaven les runes d'antics nuclis urbans com a maqbara. Un exemple és el Tossal de Manises a Alacant, on part de les ruïnes de l'antiga i abandonada ciutat hispanoromana de Lucentum van ser aprofitades pels habitants de Medina al-Lqant com la seua necròpolis, activa principalment entre els segles VIII i X.